# Szkoła Podstawowa im. Króla Jana III Sobieskiego w Rącznej

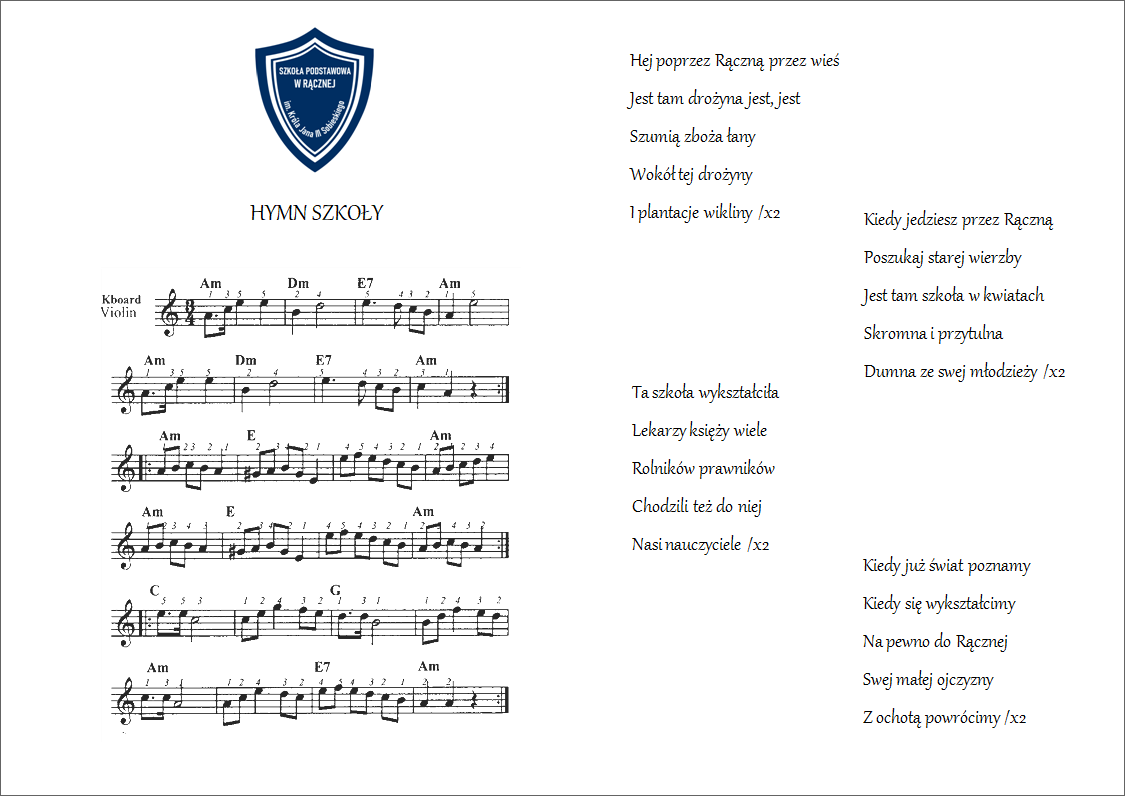
Hymn szkoły

Szkoła Podstawowa im. Króla Jana III Sobieskiego w Rącznej – szkoła o charakterze podstawowym znajdująca się w Rącznej, w województwie małopolskim, w powiecie krakowskim, w gminie Liszki.
Szkoła działa od 1892 roku. Realizuje zadania dydaktyczno–wychowawcze i opiekuńcze w toku 8-letniego cyklu nauczania w klasach od I do VIII oraz obowiązkowe przygotowanie roczne dla dzieci sześcioletnich oraz pięcioletnich w oddziale przedszkolnym.

## Historia

### Zabór austriacki
Początki nauki szkolnej w Rącznej sięgają 1810 roku. Nauczanie odbywało się w różnych prywatnych domach mieszkańców. Po roku 1835 wynajęto dom na naukę obok karczmy. Gminna rada w Rącznej uchwaliła przydzielić plac pod budowę szkoły w 1869 roku w dolnej części wsi. W 1870 roku powstał odpowiedni budynek potrzebny do nauczania, do jego budowy przyłączyły się także wsie Ściejowice i Jeziorzany. Budynek szkolny był wystawiony na części parceli gminnej, stanowiącej tak zwane „Nawsie”, które ciągnie się środkiem wsi od zachodu na wschód. Główny front budynku skierowany był na południe, składał się z izby szkolnej, 1 pokoju mieszkalnego, 1 komórki (używanej za stajnię) z kuchni, sieni, piwnicy, ganku. Fundamenty z kamienia, ściany z cegły palonej, gontowy dach. Koszty budowy wynosiły 2 635 złotych reńskich, pokryte ze składek mieszkańców trzech wsi. Kronika szkolna podaje że w roku 1890/1891 uczęszczało do szkoły 320 dzieci.
W związku z rosnącą liczbą uczniów Rada Szkolna Miejscowa podjęła uchwałę sprzedać stary budynek szkolny a wybudować nowy i większy z zapleczem gospodarczym. Opracowano nowy plan budynku i kosztorys który opiewał na 12 000 zł.r, wraz z zapleczem gospodarczym. Z opracowanego kosztorysu władze skreśliły sumę 5 000 zł.r, pozostawiając do realizacji sumę 7 000 zł.r. Nowy budynek szkolny zlokalizowano na 1.4 ha parceli na pagórku. W dniu 14 lipca 1891 roku z inicjatywy i przy pomocy wójta wsi Rączna rozpoczęto budowę budynku szkolnego, a w niedzielę 18 września 1892 roku uroczyście otwarto nowy budynek. Jest to obecny piętrowy budynek (tzw. „stara szkoła”). Budowie szkoły w Rącznej władze Galicji nadały duży rozgłos, czego dowodem był udział w otwarciu Szkoły Namiestnika Galicji Kazimierza Badeniego wraz z grupą przedstawicieli Krajowej Rady Szkolnej ze Lwowa.
Nowy budynek szkolny był podpiwniczony i posiadał na parterze dużą salę szkolna i mieszkanie dla kierownika oraz dwie duże sale na piętrze i mały pokój kancelaryjny. Ówczesnym zwyczajem ponad dachem zbudowano małą wieżyczkę drewnianą krytą blachą, w której umieszczony był dzwonek lekcyjny. Na podwórku szkolnym wybudowano studnię a wodę czerpano przy pomocy pompy ręcznej. Od strony podwórza powstał budynek gospodarczy z wydzielonym pomieszczeniem dla drobnego inwentarza oraz drewutnię i ustępy. Program nauczania obejmował język polski, język niemiecki, rachunki, historię Polski i Austrii, kaligrafię, rysunki, śpiew i religię. Cały program odbywał się w języku polskim. Liczba uczniów rosła. Na rok szkolny 1909/1910 zapisało się łącznie 456 dzieci. Prowadzono wówczas cztery stopnie nauki codziennej (sześcioletniej) oraz trzy kursy nauki dopełniającej, Rada Szkolna Krajowa wydała zgodę na wprowadzenie planu nauki dla czteroklasowych szkół typu niższego. Plan ten obowiązywał od 14 października 1909 roku. Po reorganizacji w 1914 roku szkoła formalnie została przekształcona na czteroklasową typu wiejskiego, z dwiema klasami nadetatowymi jedną w Rącznej, drugą jako eksponowaną w Jeziorzanach.

### I wojna światowa
Po wybuchu wojny w pierwszych dniach sierpnia 1914 roku powołano do służby wojennej prawie 150 mężczyzn do 42 roku życia, a dla potrzeb wojska zarekwirowano we wsi około 50 krów, 7 koni oraz 28 parokonnych podwód. 17 września zmobilizowano dalsze pięć roczników mężczyzn w wieku od 19 do 24 lat. W listopadzie nastąpiły kolejne powołania do wojska. W Rącznej zaczęło brakować rąk do pracy, w ramach pomocy rodzicom szkoła wprowadziła zmiany, we wrześniu i październiku regularnie uczyły się tylko dzieci z klas I i II, natomiast klasy III i IV, połączone w jeden oddział, odbywały naukę w skróconych godzinach. W wyniku groźnej sytuacji spowodowanej marszem Rosjan na Kraków, C.K. Rada Szkolna Okręgowa Zamiejska zarządziła zamknięcie szkół w całym okręgu krakowskim. Nauczycieli urlopowano na okres od 9 do 30 listopada, a następnie urlop ten przedłużono do końca roku. Po odparciu Rosjan we wrześniu 1915 roku przywrócono naukę we wszystkich szkołach powiatu krakowskiego. W kwietniu 1915 roku powołano do wojska kolejnych 34 mieszkańców Rącznej. Następny pobór objął mężczyzn w wieku od 50 do 55 lat, którzy mieli zastąpić młodsze roczniki. Na luty 1916 roku wyznaczono mobilizację wszystkich zdolnych do służby od 18 do 50 roku życia. Według zapisów w kronice szkolnej spośród wszystkich rącznian zmobilizowanych od początku wojny, do 1916 roku powróciło zaledwie dwóch, jedenastu zginęło a trzech dostało się do niewoli.

### II Rzeczpospolita
Spis powszechny z 1921 roku wykazał, że ponad 33% osób powyżej 10 roku życia była analfabetami (na wsiach odsetek ten wynosił ponad 38%). 7 lutego 1919 roku dekret naczelnika państwa Józefa Piłsudskiego wprowadzał obowiązek szkolny dla dzieci w wieku 7–14 lat. Ustawa z 4 czerwca 1920 roku zakładała ujednolicenie programów nauczania na terenie całego kraju, likwidując odrębności z czasów zaborów. Pierwszy rok szkolny w II Rzeczypospolitej 1918/1919 rozpoczął się 1 września. W roku tym „unarodowiono” szkoły ludowe usuwając z nich nauczanie języka niemieckiego. W latach 1919/1920 i 1920/1921 rozpoczęcie roku szkolnego opóźniło się z „powodów wojennych”. Na przełomie 1918 i 1919 roku nie zrealizowano przepisowej ilości godzin z powodu braku opału.
Przez wojnę budynek szkoły był bardzo zniszczony, dach groził zawaleniem, okna pozbawione były szyb, drzwi klamek, zniszczone było także ogrodzenie, na korytarzu dziury zasypywano piaskiem. W 1932 roku weszła w życie nowa ustawa o ustroju szkolnym, zmiana programu nauczania, nowa organizacja roku szkolnego. W oparciu o nowe przepisy powstała nowa kadra nauczycielska. W roku szkolnym 1932/1933 odświeżono sale szkolne oraz zbudowano 2 piece kaflowe w salach szkolnych.

### II wojna światowa
Do wybuchu II wojny, szkoła funkcjonowała normalnie z pełna obsadą nauczycielską. Po ataku Niemiec na Polskę, na przejętych terenach Niemcy zorganizowali administrację. Program nauczania w szkole ograniczono do uczenia czytania, pisania i rachunków. Stan techniczny budynku pogarszał się wraz z trwającą okupacją.

### Polska Rzeczpospolita Ludowa
Kapitalny remont budynku szkolnego przeprowadzono dopiero w 1960/1961 roku. Uzyskano 5 sal lekcyjnych, kancelarię, pokój nauczycielski i pomieszczenie dla biblioteki. Wymieniono podłogi, schody, a w korytarzach położono lastriko. Koszty całego remontu wyniosły 115 000 zł. Remont jednak nie zaspokoił rosnących potrzeb, skutkiem czego wynajęto dodatkowe sale dla szkoły we wsi, jedną w budynku OSP, a drugą w Spółdzielni Koszykarskiej. W tym czasie dzieci w wieku szkolnym było w Rącznej i Ściejowicach około 350 podzielonych na 12 oddziałów, pracowało dziesięciu nauczycieli. 15 lipca 1961 roku weszła w życie reforma zakładająca wydłużenie okresu nauki w szkole podstawowej z VII do VIII klas.
W 1969 roku sołtys, dyrektor szkoły, oraz Komitet Rodzicielski podjęli starania o zezwolenie na budowę Domu Nauczyciela. Po opracowaniu planu w 1970 roku przystąpiono, bez oficjalnego zezwolenia do budowy fundamentów. Wyburzono w podwórzu stodołę i stajnię oraz uporządkowano otoczenie. Rozpoczęta na dziko inwestycja budowy Domu Nauczyciela została ujęta w planie oświaty w 1971 roku i zaraz przystąpiono do budowy. Mury wyprowadzono do wysokości parteru i przykryto płytą. W 1972 roku ukończono rozbudowę szkoły, na parterze usytuowano dwie sale szkolne, a na piętrze dwa mieszkania. Na parterze utworzono pracownię na zajęcia praktyczne dla I i II klasy, salę dla Ogniska Przedszkolnego oraz bibliotekę. W roku 1974/1975 przystąpiono do remontu budynku głównego, uzyskano 8 sal lekcyjnych i kancelarię, a w korytarzu łączącym główny budynek z Domem Nauczyciela urządzono szatnię dla uczniów. Koszty przebudowy wykonane w czynie społecznym wyniosły około 420 000 zł. W ramach przebudowy szkoły powstało nowe ogrodzenie o długości 650 m, korzystając. Na podwórzu po usuniętych budynkach gospodarczych założono skwerek ogrodowy, a dla celów dydaktycznych zasadzono przy szkole plantację wikliny koszykarskiej, którą oddano pod opiekę Samorządowi Uczniowskiemu.

### III Rzeczpospolita
Od 1 września 1999 została wdrożona w życie reforma zakładająca trzystopniowy etap szkolnictwa, skrócenie nauki w szkole podstawowej z VIII do VI klasy, przeniesienie dalszego nauczania do gimnazjum. Po jego ukończeniu uczniowie mogli kontynuować naukę w szkole średniej. W szkole w Rącznej spadła liczba uczniów co groziło kilkukrotnie zamknięciem szkoły i przeniesieniem uczniów do placówki w Jeziorzanach. W 2011 roku obchodzona była rocznica 200 lat istnienia oświaty w Rącznej oraz 120 lat działalności szkoły w obecnym budynku. W szkole podstawowej odbył się XI Festyn Rodzinny. 1 września 2017 roku weszła w życie reforma mająca na celu przywrócenie dwustopniowego etapu szkolnictwa, ponowne wydłużenie nauczania w szkole podstawowej do VIII klasy. Tym samym rozpoczęto etap wygaszania gimnazjum. Szkoła w Rącznej zyskała większą liczbę uczniów, nauka została podzielona na dwie zmiany i pojawiła się potrzeba rozbudowy szkoły. Władze gminy postanowiły dobudować jedno skrzydło z salą do ćwiczeń i sześcioma salami lekcyjnymi oraz miejscem dla oddziału przedszkolnego.
15 września 2018 roku w kościele pw. Najświętszego Serca Pana Jezusa w Rącznej odbyło poświęcenie sztandaru i nadanie imienia Króla Jana III Sobieskiego. Uroczystość najpierw w kościele, później w budynku Szkoły, miała charakter historyczny. Wielu uczniów, nauczycieli i rodziców, ubranych było w epokowe stroje. Ceremonia nadania imienia połączona była z odsłonięciem tablicy pamiątkowej przedstawiającej płaskorzeźbę patrona. Zaprojektował ją rzeźbiarz Michał Wiśnios.
Od marca 2020 do czerwca 2021 roku w związku z pandemią COVID-19 szkoła została wyłączona dla uczniów, nauczanie odbywało się zdalnie.

#### Rozbudowa szkoły
W 2018 roku zostało wydane zezwolenie na rozbudowę szkoły przez Wojewodę Małopolskiego. 1 lipca 2019 roku w oficjalnym zawiadomieniu Regionalna izba obrachunkowa negatywnie zaopiniowała Wieloletnią Prognozę Finansową gminy Liszki, w konsekwencji rozbudowę szkoły w Rącznej przesunięto na kolejne lata.
3 września 2020 roku uzyskano pozwolenia na budowę nowego skrzydła szkoły. 3 listopada 2020 roku ogłoszony został przetarg na rozbudowę. 18 lutego 2021 roku komisja wybrała najkorzystniejszą ofertę firmy TARTAK TIMBER LTD Pawła Ducinowskiego. 24 marca 2021 roku nastąpiło formalne przekazanie terenu pod budowę nowego skrzydła Szkoły Podstawowej w Rącznej, w kwietniu rozpoczęły się pierwsze prace budowlane.
W związku z konfliktem zbrojnym pomiędzy Rosją i Ukrainą, a w konsekwencji kryzysem gospodarczym i wysoką inflacją w Polsce i na świecie, w marcu 2022 roku firma budowlana zaprzestała wykonywania prac na obiekcie. 30 maja Gmina Liszki odstąpiła od umowy z wykonawcą. 6 lipca ogłoszono drugi przetarg, który 17 sierpnia został unieważniony a oferty odrzucone. 20 września komisja wybrała najkorzystniejszą ofertę firmy FTInzynieria.

## Organizacja szkoły
Zajęcia edukacyjne roku szkolnego rozpoczynają się w pierwszym powszednim dniu września, a kończą w najbliższy piątek po dniu 20 czerwca. Jeżeli pierwszy dzień września wypada w piątek lub w sobotę, zajęcia edukacyjne rozpoczynają się w najbliższy poniedziałek po dniu 1 września. Rok szkolny składa się z dwóch okresów. Pierwszy okres trwa od rozpoczęcia roku szkolnego do początku ferii zimowych zgodnie z kalendarzem roku szkolnego ustalanym corocznie przez ministra właściwego do spraw oświaty i wychowania, nie dłużej jednak niż do 31 stycznia każdego roku. Drugi okres zaczyna się po zakończeniu ferii zimowych i trwa do ostatniego dnia zajęć roku szkolnego. Organizację lekcyjnych i dodatkowych zajęć określa tygodniowy rozkład zajęć ustalony przez Dyrektora Szkoły na podstawie zatwierdzonego arkusza organizacji. Godzina lekcyjna trwa 45 minut, a godzina zajęć w oddziale przedszkolnym 60 minut. Pomoc pedagogiczna udzielana w szkole rodzicom uczniów i nauczycielom polega na wspieraniu rodziców i nauczycieli w rozwiązywaniu problemów wychowawczych i dydaktycznych. W klasach I–III stosuje się ocenę opisową, w klasach IV–VIII ocenia się w skali 1-6.
| Od  | Do   | Ocena          |
| --- | ---- | -------------- |
| 96% | 100% | celujący       |
| 87% | 95%  | bardzo dobry   |
| 73% | 86%  | dobry          |
| 50% | 72%  | dostateczny    |
| 31% | 49%  | dopuszczający  |
| 0%  | 30%  | niedostateczny |